# Rimosodaphnella
Rimosodaphnella là một chi ốc biển, là động vật thân mềm chân bụng sống ở biển trong họ Conidae.

## Các loài
Các loài thuộc chi Rimosodaphnella bao gồm:
- Rimosodaphnella deroyae McLean & Poorman, 1971[2]
- Rimosodaphnella morra (Dall, 1881)[3]
- Rimosodaphnella sculpta (Hinds, 1843)[4]